# Sébastien Duret
Sébastien Duret (Cholet, 3 september 1980) is een Frans wielrenner.

## Belangrijkste overwinningen
2004
- 5e etappe Ronde van Loir-et-Cher
- 1e etappe Boucles de la Mayenne
- Eindklassement Boucles de la Mayenne

2008
- Strijdlustklassement Ronde van Gabon

2009
- 3e etappe Vierdaagse van Duinkerke

2010
- 2e etappe Ronde van Rhône-Alpes Isère

2011
- 2e etappe Ronde van Gévaudan

## Resultaten in belangrijkste wedstrijden
|      | \| Jaar \| Parijs-Roubaix \| \| ---- \| -------------- \| \| 2011 \| opgave \| \| 2012 \| opgave \| |
| Jaar | Parijs-Roubaix                                                                                      |
| 2011 | opgave                                                                                              |
| 2012 | opgave                                                                                              |

Cantero · Dalibard · Delpech · Duret · Guilbert · Le Lay · Lelarge · Naibo · Petilleau · Pivois · Plouhinec · Poilvet · Thébault · Zieliński
Bonsergent · Dalibard · Delpech · Duret · Guilbert · Hervé · Le Lay · Lelarge · Petilleau · Pivois · Poilvet · Zieliński
Bonsergent · Dalibard · Delpech · Duret · Gautier · Guilbert · Le Floch · Le Lay · Lelarge · Petilleau · Pivois · Zieliński
Bonsergent · Dalibard · Delpech · Duret · Gautier · Le Floch · Le Lay (tot 29/07) · Lebreton · Lelarge · Pivois · Poilvet · Rault · Zieliński · Jouanno (stagiair) · Malacarne (stagiair)
Bideau · Bonsergent · Champion · Dalibard · Delpech · Duret · Hartmann · Jégou · Jouanno · Le Bon · Lebreton · Lelarge · Malacarne · Monnerais · Pivois · Rault · Halleguen (stagiair)
Bideau · Bonsergent · Delpech · Duret · Gonzalo · Guillou · Halleguen · Hardy · Jégou · Jouanno · Le Bon · Lelarge · Malacarne · Pichon · Vachon
Berthou · Bideau · Blot · Bonsergent · Calzati · Delpech · Dion · Duret · Fonseca · Guillou · Halleguen · Hardy · Le Bon · Malacarne · Pichon · Vachon · Barguil (stagiair) · Mallegol (stagiair)
Berthou · Bideau · Blot · Champion · Delpech · Dion · Duret · Fonseca · Guillou · Halleguen · Hardy · Le Bon · Lequatre · Malacarne · Pichon · Vachon
Bideau · Corbel · Delpech · Dion · Duret · Fonseca · Gérard · Guillou · Jarrier · Koretzky · Laengen · Le Montagner · Lequatre · Malacarne · Périchon · Sepúlveda · Vachon · Kudus (stagiair) · Seigneur (stagiair)